# Arthur Kluckers
Arthur Kluckers (* 15. března 2000) je lucemburský profesionální silniční cyklista jezdící za UCI ProTeam Tudor Pro Cycling Team.

## Hlavní výsledky
2017
Národní šampionát
 vítěz časovky juniorů
2018
Národní šampionát
 vítěz časovky juniorů
2. místo silniční závod juniorů
Olympijské hry mládeže
 2. místo smíšený tým
2. místo Grand Prix François Faber
Grand Prix Rüebliland
7. místo celkově
2019
Oderrundfahrt
vítěz 3. etapy
Národní šampionát
3. místo silniční závod do 23 let
4. místo časovka do 23 let
2020
Národní šampionát
3. místo časovka do 23 let
3. místo Trofeo Ciutat de Manacor
2021
Národní šampionát
 vítěz silničního závodu do 23 let
 vítěz časovky do 23 let
Course de la Paix U23
4. místo celkově
2022
Národní šampionát
 vítěz časovky do 23 let
2. místo silniční závod do 23 let
Flèche du Sud
vítěz 5. etapy
Tour Alsace
5. místo celkově
vítěz 4. etapy
Le Triptyque des Monts et Châteaux
5. místo celkově
6. místo Flèche Ardennaise
Mistrovství Evropy
9. místo časovka
9. místo Grand Prix de la Somme
2023
Národní šampionát
2. místo časovka
Tour Poitou-Charentes en Nouvelle-Aquitaine
8. místo celkově